# Warchoły
Warchoły – wieś w Polsce położona w województwie mazowieckim, w powiecie węgrowskim, w gminie Miedzna. Ma status sołectwa. Leży nad rzeką Miedzanką.
W latach 1975–1998 miejscowość administracyjnie należała do województwa siedleckiego.
Wierni kościoła rzymskokatolickiego należą do parafii św. Piotra z Alkantary i św. Antoniego z Padwy w Węgrowie.